# Dama (género)
Dama es un género de cervinos de la familia Cervidae que incluye a los gamos.

## Especies
| Imagen | Nombre científico | Nombre común | Distribución                                       |
| ------ | ----------------- | ------------ | -------------------------------------------------- |
|        | D. dama           | Gamo común   | Actualmente se encuentra en Irán e Israel.         |
|        | D. mesopotamica   | Gamo persa   | Ha sido reintroducido a diversos países del mundo. |

El gamo persa, que está en peligro de extinción, es a veces considerado una subespecie del gamo común, con el nombre de Dama dama mesopotamica. Se conocen tres especies fósiles:Dama celiae, D. clactoniana y D. roberti. Dama clectoniana a veces es considerada una subespecie del gamo común (Dama dama clactoniana).